# Xipi
Xipi (kinesiska: 西陂) är ett stadsdelsdistrikt i sydöstra Kina. Det ligger i stadsdistriktet Xinluo i staden Longyan i provinsen Fujian, omkring 250 kilometer sydväst om provinshuvudstaden Fuzhou. Antalet invånare är 99 594. Befolkningen består av 46 621 kvinnor och 52 973 män. Barn under 15 år utgör 15,0 %, vuxna 15-64 år 79 %, och äldre över 65 år 4,0 %.